# Velkommen til Danmark (dokumentarfilm fra 2003)
|  | Denne artikel er oprettet af botten PalnaBot ud fra en ekstern database. Den kan derfor have sproglige fejl eller mangler. Denne skabelon kan fjernes efter kontrol af indholdet. |

 For alternative betydninger, se Velkommen til Danmark. (Se også artikler, som begynder med Velkommen til Danmark)
Velkommen til Danmark er en dansk dokumentarfilm fra 2003 skrevet og instrueret af Erlend E. Mo.

## Handling
Over en periode på tre år følger filmen tre flygtninge gennem op- og nedture i det, de ser som håbets land, Danmark. Det er en film om tre dramatiske menneskeskæbner i en periode, hvor Danmark med en ny borgerlig regering ændrer sin flygtningepolitik. Filmens hovedpersoner repræsenterer flertallet af flygtninge; de er alle tre flygtet fra forhold i hjemlandet, der gør det meget svært at vende hjem. De har en drøm om et normalt liv, uden angst og forfølgelse. Joseph fra Cameroun, Tanja fra eks-Jugoslavien og Zakia fra Afghanistan er tre stærke personligheder, der kæmper sig vej gennem stor modstand med deres værdighed i behold. Deres historier står i skærende kontrast til det medieskabte billede af flygtninge i den offentlige debat.